# Standplaatsfactor
Een standplaatsfactor is een fysische eis die organismen als planten en schimmels, maar ook levensgemeenschappen stellen aan de omgeving waar deze groeien. De standplaatsfactoren die van belang zijn voor de mate van ontwikkeling van levensgemeenschappen en van het voorkomen van soorten kunnen verdeeld worden in twee groepen: de abiotische en de biotische milieufactoren.

## Algemeen
De Duitse bioloog Ellenberg heeft waardes (indicatiewaarden) gekoppeld aan de standplaatsfactoren. Deze factoren zijn de voedselrijkdom, de zuurgraad, het vochtgehalte en het zoutgehalte van de bodem. Deze hebben direct betrekking op de fysische gesteldheid van de bodem.
Naast de vier standplaatsfactoren die betrekking hebben op de bodem heeft Ellenberg ook een aantal standplaatsfactoren bepaald die niet direct met de bodem te maken hebben. Dit is de temperatuur, de hoeveelheid licht en de resistentie tegen maaien. Er wordt ook weleens naar de standplaatsfactoren gerefereerd als Ellenberg-indicatorwaarden.
Naast deze waardes kan er ook gekeken worden naar de grondwaterstand en de aanwezige ionen in de grond. De indeling in verschillende typen freatofyten naar afhankelijkheid van grondwater is mede afhankelijk van de korrelgrootteverdeling van de vaste bodemdeeltjes. Ook de samenstelling van het grondwater speelt een grote rol. Sommige soorten zijn gebonden zijn aan basenrijke omstandigheden (kalk). Deze waardes zijn bepaald door Ger Londo.

## Toepassing
De indicatiewaarden van plantensoorten kunnen bijvoorbeeld gebruikt worden om een inschatting te maken van de standplaatsfactoren van de plantengemeenschap, afhankelijk van de mate van voorkomen van de soorten en de indicatiewaarden voor de verschillende abiotische en biotische milieufactoren.
In het programma SynBioSys heeft Alterra de Ellenberg-indicatorwaarden geïntegreerd als een informatiesysteem om de standplaatsfactoren te bepalen. In eerste instantie zijn er vier standplaatsfactoren.

## Schaalverdeling standplaatsfactoren met betrekking tot de bodem

### Voedselrijkdom
| 1 | Zeer voedselarme bodem                   |
| 2 | Zeer voedselarme tot voedselarme bodem   |
| 3 | Voedselarme bodem                        |
| 4 | Voedselarme tot matig voedselrijke bodem |
| 5 | Matig voedselrijke bodem                 |
| 6 | Matig voedselrijk tot voedselrijke bodem |
| 7 | Voedselrijke bodem                       |
| 8 | Uitgesproken voedselrijke bodem          |
| 9 | Zeer uitgesproken voedselrijke bodem     |

### Zuurgraad
| 1 | Sterk zure bodem                       |
| 2 | Sterk zure tot zure bodem              |
| 3 | Zure bodems                            |
| 4 | Zure tot matig zure bodems             |
| 5 | Matig zure bodems                      |
| 6 | Matig zure bodems tot zwak zure bodems |
| 7 | Zwak zure tot zwak basische bodems     |
| 8 | Basische bodems, meestal op kalk       |
| 9 | Sterk basische of kalkrijke bodems     |

### Vochtgehalte
| 1  | Extreem droge bodems                  |
| 2  | Extreem droge bodems tot droge bodems |
| 3  | Droge bodems                          |
| 4  | Droge tot droge/vochtige bodems       |
| 5  | Droge/vochtige bodems                 |
| 6  | Droge/vochtige tot vochtige bodems    |
| 7  | Vochtige bodems                       |
| 8  | Vochtige tot natte bodems             |
| 9  | Natte bodems                          |
| 10 | Tijdelijk drooggevallen water         |
| 11 | Water                                 |
| 12 | Onder water                           |

### Zoutgehalte
| 0 | Verdraagt geen zout             |
| 1 | Zout verdragend                 |
| 2 | Oligohalien                     |
| 3 | Beta-mesohalien                 |
| 4 | Alfa tot beta-mesohalien        |
| 5 | Alfa-mesohalien                 |
| 6 | Alfa mesohalnien tot polyhalien |
| 7 | Polyhalien                      |
| 8 | Euhalien                        |
| 9 | Euhalien tot hyperhalien        |

## Schaalverdeling standplaatsfactoren met betrekking tot de omgeving en de mens

### Licht
| 1 | Volle schaduw               |
| 2 | Volle schaduw tot schaduw   |
| 3 | Schaduw                     |
| 4 | Schaduw tot half-schaduw    |
| 5 | Half-schaduw                |
| 6 | Half-schaduw tot half-licht |
| 7 | Half-licht                  |
| 8 | Licht                       |
| 9 | Volle licht                 |

### Temperatuur
| 1 | Koude gebieden                            |
| 2 | Koude tot koele gebieden                  |
| 3 | Koele gebieden                            |
| 4 | Koele tot matig warme gebieden            |
| 5 | Matig warme gebieden                      |
| 6 | Matig warme tot warme gebieden            |
| 7 | Warme gebieden                            |
| 8 | Warme gebieden tot extreem warme gebieden |
| 9 | Extreem warme gebieden                    |

### Resistentie tegen maaien
| 1 | Volledig maai-intolerant           |
| 2 | Maai-intolerant tot maaigevoelig   |
| 3 | Maaigevoelig                       |
| 4 | Maaigevoelig tot matig tolerant    |
| 5 | Matig maaitolerant                 |
| 6 | Matig tot redelijk maaitolerant    |
| 7 | Redelijk maaitolerant              |
| 8 | Redelijk tot volledig maaitolerant |
| 9 | Volledig maaitolerant              |

## Freatofyten
Planten kunnen naar Ger Londo ook verdeeld worden naar hun afhankelijkheid van de grondwaterspiegel (freatisch vlak) en de kwaliteit van het grondwater. Sommige soorten zijn gebonden zijn aan basenrijke omstandigheden (kalk), zoals zeegroene zegge, gewone es en parnassia. Samengevat is de indeling als volgt:
- hydrofyten of waterplanten.
- freatofyten: gebonden aan bereikbaar grondwater.
  - obligate freatofyten
    - permanent water aan het maaiveld nodig voor een goede ontwikkeling en een volledige levenscyclus
    - soorten van vochtige bodem, met grondwater net onder het maaiveld

  - niet-obligate freatofyten
- afreatofyten: niet gebonden aan de invloedssfeer van grondwater.
- halofyten: soorten die uitsluitend op zilte gebieden voorkomen.